# Charade (Kurzfilm)
Charade ist ein kanadischer animierter Kurzfilm von Jon Minnis aus dem Jahr 1984.

## Handlung
Eine Gruppe spielt Scharade: Während zwei Männer abwechselnd Buch- oder Filmtitel pantomimisch darstellen, erraten die anderen, die im Film nur zu hören sind, den Titel. Der erste Mann gibt sich größte Mühe, den Film Dracula vorzustellen, bringt Vampirzähne, Kunstblut, ja sogar Fledermäuse und Pflockstöße ins Spiel, doch die Zeit ist abgelaufen, bevor die Rater wissen, um welchen Film es sich handelt. Der zweite Mann hingegen schafft es durch eine einfache Verrenkung, Lawrence of Arabia darzustellen.
Auch die zweite Runde gewinnt der zweite Mann, der mit spagatähnlicher Haltung The Concise Oxford Dictionary of Quotations imitiert, während der erste Mann trotz Haiverwandelns und charakteristischer Musik die Rater nicht auf Der weiße Hai zu bringen vermag. In der dritten Runde erscheint Mann 1 im Superman-Kostüm, jagt Pistolenkugeln und bringt selbst Autos zum Fliegen, doch die Zeit reicht nicht, um sich verständlich zu machen. Mann 2 nimmt nur kurz die Brille ab, um die anderen wissen zu lassen, dass er Superman darstellt. Mann 1 erscheint nun wütend, wendet dem Publikum den Rücken zu und zeigt ihnen das blanke Gesäß. Die Rater versuchen nun, einen dazugehörigen Film zu errätseln – zu den Vorschlägen gehören The Last Time I Saw Paris und Babyface Nelson – und Mann 1 reagiert verdutzt.

## Produktion
Charade entstand im Sommer 1983 während der International Summer School of Animation des Sheridan College. Das Script hatte vier Monate in Anspruch genommen. Jon Minnis zeichnete den Film anschließend innerhalb von drei Monaten allein.
Der Film kam 1984 unter anderem in den USA und in Kanada in die Kinos. Minnis spricht die einzelnen Figuren des Films selbst.

## Auszeichnungen
Charade gewann 1985 den Oscar in der Kategorie „Bester animierter Kurzfilm“. Im selben Jahr erhielt Minnis einen Genie Award für den besten Kurzfilm.
Auf dem Ottawa International Animation Festival wurde Charade 1984 mit einem OIAF Award ausgezeichnet.